# Station Jaworzno Byczyna
Station Jaworzno Byczyna is een spoorwegstation in de Poolse plaats Jaworzno.